# Tachlovická vrba
Tachlovická vrba je vrba bílá rostoucí na levém břehu Radotínského potoka v blízkosti obce Tachlovice. Obvodem kmene 730 cm je druhým nejmohutnějším stromem tohoto druhu v ČR (po tzv. Zapomenuté vrbě u Únětického potoka). Památným stromem byla vyhlášena v roce 1996.

## Základní údaje
- druh: vrba bílá (salix alba)
- odhadované stáří: 140 let
- obvod kmene: 730 cm
- výška: 21 m[2][pozn. 1]

## Poloha a stav

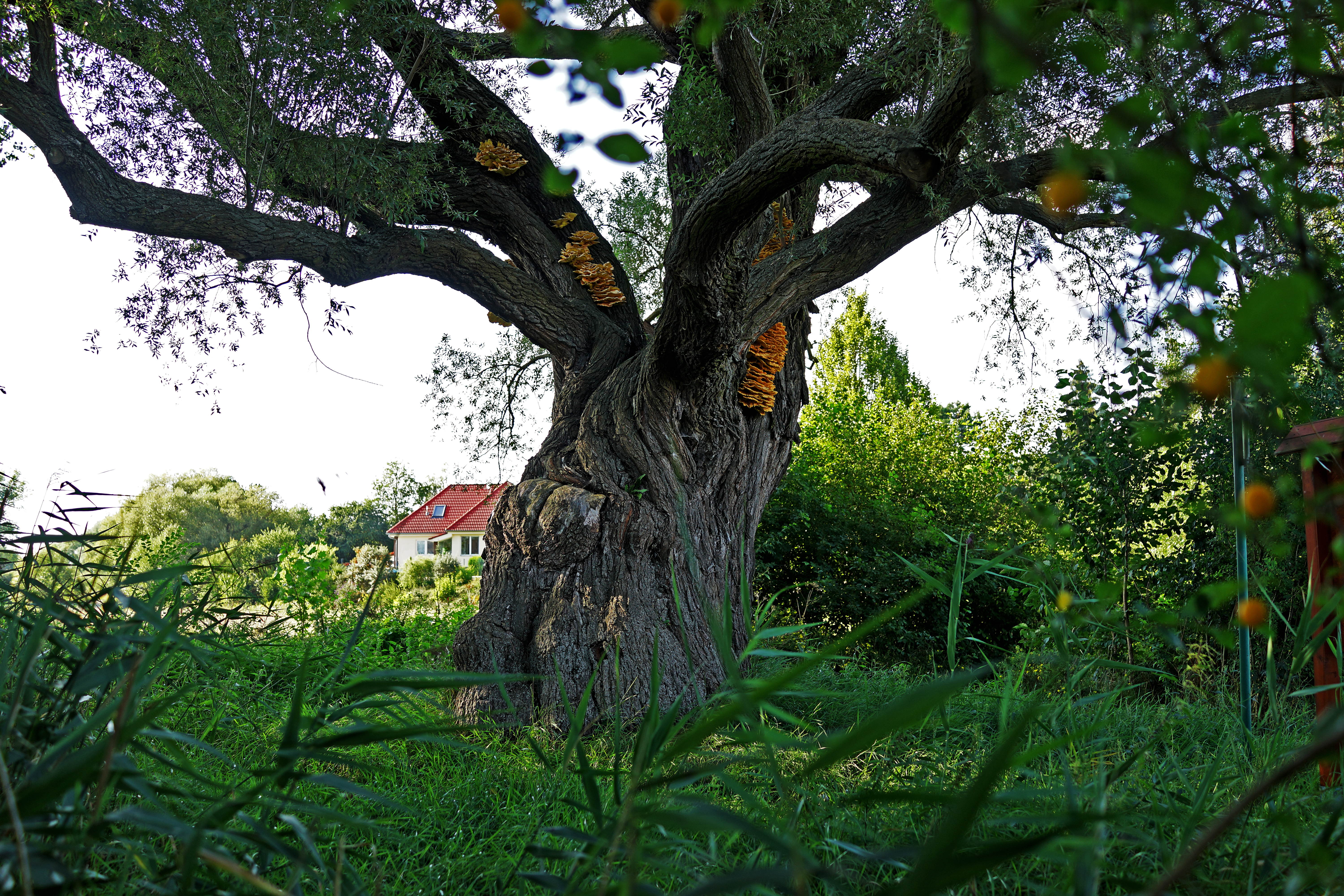
Strom napadený sírovcem

Vrba roste nedaleko obce Tachlovice na levém břehu Radotínského potoka. Až do roku 2012 byl její stav poměrně dobrý, mezi lety 1996-2012 se obvod kmenu rozšířil z 665 cm na 730 cm. Pak bylo zjištěno napadení dřevokaznou houbou (sírovec žlutooranžový), odborné ošetření však nepomohlo. Zásah blesku v roce 2015 ulomil několik větví a poškodil kmen, další vážné poškození způsobila vichřice na podzim roku 2017, kdy se ulomila jedna z hlavních větví a došlo k rozlomení kmene. Po radikálním odstranění větví se očekává zmlazení stromu a obrost novými větvemi. Výška v prosinci 2022 činila 11.5 m, avšak vrba dobře obráží a jistě se bude zvyšovat.

## Zajímavosti
V celostátní soutěži Strom roku se Tachlovická vrba v roce 2002 umístila na 5. místě (ze 156 soutěžících). Je 9. zastávkou na naučné stezce Památné stromy Karlštejnska a zmiňuje se o ní též televizní pořad Toulavá kamera.
Vrba je součástí znaku obce Tachlovice.